# Tommaso Olivieri
Tommaso Olivieri (Cutro, 1660 – Strongoli, febbraio 1719) è stato un vescovo cattolico e teologo italiano.

## Biografia
Di famiglia nobile appartenente alla ricca borghesia cutrese, scelse tuttavia la carriera ecclesiastica arrivando ad essere ordinato presbitero e a ricevere la nomina a vicario generale della diocesi di Sutri.
Il 25 giugno 1706 venne nominato vescovo di Strongoli da papa Clemente XI; ricevette l'ordinazione episcopale a Roma il successivo 27 giugno. Il fratello minore, Camillo, sarà anch'egli futuro prelato.
Come vescovo resse la diocesi calabrese per 12 anni; ivi rimase fino alla morte, avvenuta nel febbraio 1719.